# Колыванский район
Колыва́нский райо́н — административно-территориальная единица (район) и муниципальное образование (муниципальный район) в Новосибирской области России.
Административный центр — посёлок городского типа Колывань.

## География
Район расположен на северо-востоке Новосибирской области, граничит с Новосибирским, Мошковским, Коченевским, Чулымским, Убинским районами области и Томской областью. Площадь района по данным на 2008 год — 1 057 271 га, в том числе сельхозугодья — 185,7 тыс. га (17,6 % всей площади).
По территории района протекает река Обь. Другие крупные реки — Чаус, Вьюна, Уень, Шегарка, Бакса, Кашлам. Кроме этого, территория района богата озёрами. Наиболее крупное из них — Минзелинское — «жемчужина» Колыванского района.

## История
В 1925 году был образован Сибирский край, а в его составе — Колыванский район Ново-Николаевского (Ново-Сибирского) округа. В 1930 году Сибирский край был разделён на западную и восточную части, и район оказался в составе Западно-Сибирского края.
20 ноября 1935 года из Колыванского района был выделен Пихтовский район.
В 1937 году район был включён в состав новообразованной Новосибирской области.
20 сентября 1955 года Пихтовский район был упразднён, а его территория вновь вошла в состав Колыванского района.

## Достопримечательности[5]

### Архитектурные памятники
- Собор Святой Живоначальной Троицы, 1867 г.;
- Школа соборная церковно-приходская (р.п. Колывань, Московская, 35);
- памятник Николаю Чудотворцу;
- Церковь Александра Невского, 1887 г.;
- Церковно-приходская школа, 1888 г.;
- Дом купца Е. А. Жернакова (здание краеведческого музея).

#### Купеческие дома
- Дом Е. Н. Култашева, 1-этажный деревянный,1910 г. (ул. Советская, 37);
- Дом Е. А. Жернакова, 2-этажный кирпичный,1887 г. (ул. К.Маркса, 66);
- Дом В. Е. Паисова, 2-этажный деревянный,1900 г. (ул. Революционный проспект, 43);
- Дом Н. Т. Орлова, 2-этажный кирпичный,1898 г. (ул. Революционный проспект, 41);
- Дом И. И. Кроткова, 2-этажный дом с первым каменным и вторым деревянным этажами,1900 г. (ул. Советская, 41);
- Дом Г. И. Пастухова, М. Д. Губина, 2-этажный кирпичный,1880 г. (ул. Революционный проспект, 37);
- Дом Ф. К. Кривцова, 2-этажный кирпичный, 1895 г. (ул. Советская, 43);
- Дом Д. М. Титова, 1-этажный деревянный,1908 г. (ул. Ленина, 33);
- Дом Р. М. Минина, 1-этажный каменный,1911 г. (ул. Ленина, 50);
- Дом А. Г. Лапина, 2-этажный,1903 г. (ул. Кирова, 96).

#### Дома жилые деревянные (конец XIX — начало XX века)
- Уникальные образцы деревянного зодчества (ул. Московская № 4, 6, 8, 10, 12, 60, 30);
- Дом кузнеца Ф. П. Помыткина, 2-этажный,1889 г. (ул. Овчинникова, 60);
- Дом с воротами (ул. Кирова, 118);
- Второклассная учительская мужская школа, дом 2-этажный кирпичный, 1898 г. (ул. Революционный проспект, 45);
- Колыванская почтово-телеграфная контора, дом 1-этажный деревянный, 1850 г. (ул. Революционный проспект, 40).

### Памятники истории
- Братская могила борцов за Советскую власть — жертв колыванского кулацко-белогвардейского восстания 1920 года (территория храма Александра Невского).

### Археологические памятники
- Деревня Юрт-Ора — место традиционного проживания сибирских татар с VIII века.

## Население
| 2002    | 2006    | 2009    | 2010    | 2011    | 2012    | 2013    |
| ------- | ------- | ------- | ------- | ------- | ------- | ------- |
| 25 737  | ↗25 954 | ↘23 928 | ↘23 922 | ↗24 096 | ↗24 215 | ↗24 423 |
| 2014    | 2015    | 2016    | 2017    | 2018    | 2019    | 2020    |
| ↗24 495 | ↗24 542 | ↘24 531 | ↘24 308 | ↘24 043 | ↘23 845 | ↘23 677 |
| 2021    |         |         |         |         |         |         |
| ↗24 950 |         |         |         |         |         |         |

### Урбанизация
В городских условиях (рабочий посёлок Колывань) проживают 50,44 % населения района.

## Муниципально-территориальное устройство
В муниципальный район входят 12 муниципальных образований, в том числе 1 городское поселение и 11 сельских поселений.
| №        | Муниципальное образование  | Административный центр   | Количество населённых пунктов | Население (чел.) | Площадь (км²) |
| -------- | -------------------------- | ------------------------ | ----------------------------- | ---------------- | ------------- |
| 1e-06    | Городское поселение:       |                          |                               |                  |               |
| 1        | рабочий посёлок Колывань   | рабочий посёлок Колывань | 5                             | ↗13 822          | 249,05        |
| 1.000002 | Сельские поселения:        |                          |                               |                  |               |
| 2        | Вьюнский сельсовет         | село Вьюны               | 5                             | ↘1218            | 488,90        |
| 3        | Калининский сельсовет      | село Боярка              | 5                             | ↘684             | 517,19        |
| 4        | Кандауровский сельсовет    | село Кандаурово          | 5                             | ↘526             | 437,58        |
| 5        | Королёвский сельсовет      | село Королёвка           | 3                             | ↘282             | 1600,36       |
| 6        | Новотроицкий сельсовет     | село Новотроицк          | 8                             | ↘799             | 453,67        |
| 7        | Новотырышкинский сельсовет | село Новотырышкино       | 3                             | ↘1646            | 205,70        |
| 8        | Пихтовский сельсовет       | село Пихтовка            | 12                            | ↘744             | 325,78        |
| 9        | Пономарёвский сельсовет    | село Пономарёвка         | 4                             | ↘161             | 277,08        |
| 10       | Сидоровский сельсовет      | село Сидоровка           | 3                             | ↗673             | 687,50        |
| 11       | Скалинский сельсовет       | село Скала               | 4                             | ↘2320            | 213,05        |
| 12       | Соколовский сельсовет      | село Соколово            | 2                             | ↘1035            | 232,94        |

## Населённые пункты
В Колыванском районе 59 населённых пунктов.
| №  | Населённый пункт   | Тип             | Население | Муниципальное образование  |
| -- | ------------------ | --------------- | --------- | -------------------------- |
| 1  | Амба               | деревня         | ↘385      | Скалинский сельсовет       |
| 2  | Бобровичинск       | посёлок         | ↘41       | Королёвский сельсовет      |
| 3  | Большая Черемшанка | деревня         | ↘30       | Новотырышкинский сельсовет |
| 4  | Большой Оёш        | деревня         | ↗669      | рабочий посёлок Колывань   |
| 5  | Боярка             | село            | ↘596      | Калининский сельсовет      |
| 6  | Вдовино            | деревня         | ↗9        | Пономарёвский сельсовет    |
| 7  | Верх-Тоя           | деревня         | ↘0        | Кандауровский сельсовет    |
| 8  | Воробьёво          | деревня         | ↘460      | Новотырышкинский сельсовет |
| 9  | Воробьи            | деревня         | ↘0        | Кандауровский сельсовет    |
| 10 | Восход             | посёлок         | ↘33       | Пихтовский сельсовет       |
| 11 | Выпаса-Вечёрка     | деревня         | →0        | рабочий посёлок Колывань   |
| 12 | Вьюны              | село            | ↘1025     | Вьюнский сельсовет         |
| 13 | Дальняя Поляна     | посёлок         | ↘0        | Пихтовский сельсовет       |
| 14 | Ершовка            | деревня         | ↘32       | Пихтовский сельсовет       |
| 15 | Изовка             | деревня         | ↘30       | Кандауровский сельсовет    |
| 16 | Казанка            | деревня         | ↘160      | Новотроицкий сельсовет     |
| 17 | Калиновка          | деревня         | →0        | Новотроицкий сельсовет     |
| 18 | Кандаурово         | село            | ↘628      | Кандауровский сельсовет    |
| 19 | Колывань           | рабочий посёлок | ↗12 585   | рабочий посёлок Колывань   |
| 20 | Королёвка          | село            | ↘284      | Королёвский сельсовет      |
| 21 | Кочетовка          | деревня         | ↗4        | Сидоровский сельсовет      |
| 22 | Красный Яр         | деревня         | ↗13       | Вьюнский сельсовет         |
| 23 | Крутоборка         | деревня         | ↘14       | Новотроицкий сельсовет     |
| 24 | Лаптевка           | село            | ↘74       | Пихтовский сельсовет       |
| 25 | Малая Черемшанка   | деревня         | ↘94       | Вьюнский сельсовет         |
| 26 | Малиновка          | деревня         | →5        | Пихтовский сельсовет       |
| 27 | Малый Оёш          | деревня         | ↗265      | Соколовский сельсовет      |
| 28 | Мальчиха           | деревня         | ↘69       | Пихтовский сельсовет       |
| 29 | Марчиха            | деревня         | ↘28       | Пихтовский сельсовет       |
| 30 | Михайловка         | деревня         | ↘16       | Пихтовский сельсовет       |
| 31 | Новоалександровка  | деревня         | ↘3        | Пономарёвский сельсовет    |
| 32 | Новоеловка         | деревня         | ↘3        | Пихтовский сельсовет       |
| 33 | Новотроицк         | село            | ↘473      | Новотроицкий сельсовет     |
| 34 | Новотырышкино      | село            | ↘1106     | Новотырышкинский сельсовет |
| 35 | Орловка            | деревня         | ↘0        | Пихтовский сельсовет       |
| 36 | Орловский          | посёлок         | ↘12       | Калининский сельсовет      |
| 37 | Охотхозяйство      | посёлок         | ↗3        | Скалинский сельсовет       |
| 38 | Паутово            | посёлок         | ↘1        | Калининский сельсовет      |
| 39 | Паутовский         | посёлок         | ↘61       | Калининский сельсовет      |
| 40 | Пихтовка           | село            | ↘673      | Пихтовский сельсовет       |
| 41 | Подгорная          | деревня         | →269      | рабочий посёлок Колывань   |
| 42 | Пономарёвка        | село            | ↘227      | Пономарёвский сельсовет    |
| 43 | Пристань-Почта     | деревня         | ↘51       | Вьюнский сельсовет         |
| 44 | Северный           | посёлок         | ↘134      | Пихтовский сельсовет       |
| 45 | Середино           | деревня         | ↘8        | Кандауровский сельсовет    |
| 46 | Сидоровка          | село            | ↘490      | Сидоровский сельсовет      |
| 47 | Скала              | село            | ↘1773     | Скалинский сельсовет       |
| 48 | Соколово           | село            | ↘810      | Соколовский сельсовет      |
| 49 | Таловка            | деревня         | ↘126      | Вьюнский сельсовет         |
| 50 | Тропино            | село            | ↘148      | Калининский сельсовет      |
| 51 | Умна               | деревня         | ↘31       | Новотроицкий сельсовет     |
| 52 | Усть-Тоя           | деревня         | ↘48       | Королёвский сельсовет      |
| 53 | Хохловка           | деревня         | ↘37       | Пономарёвский сельсовет    |
| 54 | Чаус               | деревня         | ↘121      | рабочий посёлок Колывань   |
| 55 | Чёрный Мыс         | деревня         | ↘19       | Новотроицкий сельсовет     |
| 56 | Щукино             | деревня         | ↘20       | Новотроицкий сельсовет     |
| 57 | Южино              | деревня         | ↘276      | Сидоровский сельсовет      |
| 58 | Юрт-Акбалык        | село            | ↘269      | Новотроицкий сельсовет     |
| 59 | Юрт-Ора            | деревня         | ↘51       | Скалинский сельсовет       |

## Люди, связанные с районом
Из энциклопедии Колыванского района:
Герои Советского Союза
- Кузнецов Александр Николаевич;
- Пичугин Дмитрий Николаевич;
- Сергиенко Николай Егорович;
- Соловьёв Михаил Васильевич.

Герои Социалистического труда
- Громадский Андрей Степанович;
- Фёдорова Мария Митрофановна.

Кавалеры Ордена Славы
- Рудаков, Александр Петрович (полный кавалер ордена Славы) (25 марта 1924 — 19 июля 1954) —  командир отделения разведки дивизиона 849-го артиллерийского полка (294-я стрелковая дивизия, сержант, кавалер ордена Славы трёх степеней
- Салосин Николай Алексеевич.

Писатели
- Васютов Юрий Константинович